# Sochinsogonia
Sochinsogonia är ett släkte av insekter. Sochinsogonia ingår i familjen dvärgstritar.

## Dottertaxa tillSochinsogonia, i alfabetisk ordning[1]
- Sochinsogonia aniliga
- Sochinsogonia apoensis
- Sochinsogonia brinobora
- Sochinsogonia brooksi
- Sochinsogonia capcoi
- Sochinsogonia centrivittata
- Sochinsogonia circulorum
- Sochinsogonia clavalis
- Sochinsogonia consimilis
- Sochinsogonia crascentis
- Sochinsogonia davisi
- Sochinsogonia eruana
- Sochinsogonia fimbriata
- Sochinsogonia frontalis
- Sochinsogonia grandis
- Sochinsogonia impressipennis
- Sochinsogonia ingenua
- Sochinsogonia intersita
- Sochinsogonia knighti
- Sochinsogonia laeta
- Sochinsogonia leyteensis
- Sochinsogonia lineiceps
- Sochinsogonia longa
- Sochinsogonia lugentis
- Sochinsogonia mesilaua
- Sochinsogonia millironi
- Sochinsogonia mimica
- Sochinsogonia mimicula
- Sochinsogonia mjobergi
- Sochinsogonia monostigma
- Sochinsogonia morosa
- Sochinsogonia nigrifrons
- Sochinsogonia penitis
- Sochinsogonia philippina
- Sochinsogonia piceata
- Sochinsogonia picturata
- Sochinsogonia plectilis
- Sochinsogonia rajana
- Sochinsogonia ramana
- Sochinsogonia reducta
- Sochinsogonia robonea
- Sochinsogonia sarawakensis
- Sochinsogonia simillima
- Sochinsogonia sobria